# Through the Valley
"Through the Valley" é o segundo episódio da segunda temporada da série de televisão americana pós-apocalíptica de drama The Last of Us. Escrito pelo cocriador da série Craig Mazin e dirigido por Mark Mylod, foi exibido na HBO em 20 de abril de 2025. O episódio acompanha Ellie (Bella Ramsey) e Jesse (Young Mazino) em patrulha enquanto procuram por Joel (Pedro Pascal) e Dina (Isabela Merced), enquanto Tommy (Gabriel Luna) se prepara para um ataque a Jackson, Wyoming, e Abby (Kaitlyn Dever) busca vingança contra Joel.
O episódio foi filmado no início de 2024. O ataque a Jackson, escrito para fornecer conflito contínuo entre os personagens e suas motivações, foi filmado ao longo de quase quatro semanas e exigiu mais de 600 cenas com efeitos visuais, cerca de 100 figurantes e dezenas de dublês. Os roteiristas optaram por retratar a morte de Joel no início da temporada, pois isso impulsiona a narrativa. Críticos elogiaram a direção, cinematografia, roteiro e as atuações de Pascal, Ramsey e Dever; alguns acharam que o ataque a Jackson ofuscou a morte de Joel, enquanto outros elogiaram o contraste. O episódio teve 643.000 espectadores na televisão linear.

## Enredo
Abrigada com seu grupo em um chalé abandonado próximo a Jackson, Wyoming, Abby tem um sonho no qual avisa a si mesma no passado para não entrar na sala onde seu pai foi morto. Ao acordar, ela se concentra em sua missão de matar Joel, enquanto seus amigos, preocupados com a segurança da cidade e a falta de um plano, consideram recuar. Abby sai para observar Jackson, e seu amigo Owen diz ao resto do grupo que tentará convencê-la a voltar para Seattle.
Ellie diz a Jesse que quer sair em patrulha com Joel, mas Jesse informa que ele já saiu com Dina. Abby acidentalmente desperta uma grande horda de infectados escondidos sob a neve, e é resgatada por Joel e Dina. Em Jackson, são descobertos tentáculos dos infectados, redirecionando a horda para a cidade, levando a uma batalha na qual Jackson sofre grandes danos e perdas; Tommy defende sua esposa Maria contra um bloater atraindo-o e matando-o com um lança-chamas.
Abby atrai Joel e Dina para o chalé, dizendo que tem amigos que podem ajudá-los a defender Jackson. Após nocautear Dina, Abby revela ser filha do médico dos Vagalumes que Joel matou em Salt Lake City. Ela atira no joelho de Joel com uma espingarda e acerta repetidamente o ferimento com um taco de golfe, espancando-o até que o taco se quebre ao meio. Ellie, que estava procurando por Joel e Dina, é imobilizada e forçada a assistir enquanto Abby mata Joel cravando o pedaço quebrado do taco em seu pescoço. Ellie jura matar Abby como vingança, mas o grupo poupa sua vida e vai embora. Jackson começa a se recuperar da destruição da batalha, enquanto Ellie, Dina e Jesse retornam para casa com o corpo de Joel.

## Produção

### Concepção e roteiro

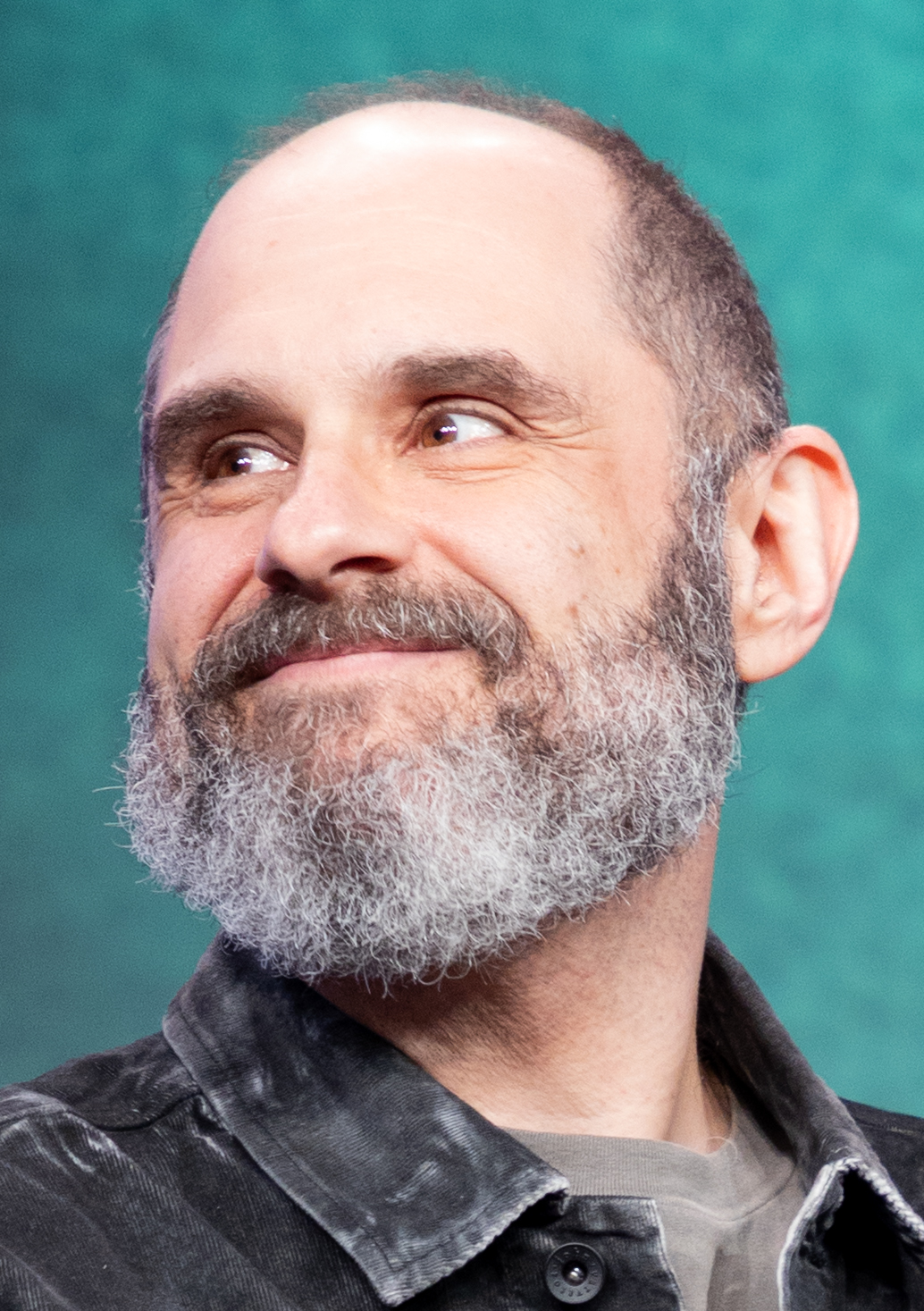
"Through the Valley" foi escrito pelo cocriador da série Craig Mazin.

"Through the Valley" foi escrito pelo cocriador de The Last of Us Craig Mazin e dirigido por Mark Mylod. Mazin queria que Mylod trabalhasse na primeira temporada, mas ele estava ocupado dirigindo Succession. Após Mylod mencionar que gostaria de trabalhar com Mazin durante um painel, Mazin lhe enviou o roteiro do episódio, que Mylod leu e considerou irresistível. Mylod havia dirigido anteriormente o episódio "The Broken Man" de Game of Thrones, que marcou a estreia de Bella Ramsey (intérprete de Ellie) na atuação. Em The Last of Us Part II (2020), jogo no qual a segunda temporada é baseada, Joel faz patrulha com Tommy e Ellie com Dina; no episódio, Joel é emparelhado com Dina para mostrar sua relação, já que eles não interagem no jogo, e para conectá-la mais diretamente à morte de Joel. Manter Dina separada de Ellie também tornou a relação delas mais ambígua. Mazin considerou que isso deu outro motivo para Joel não se defender de Abby, pois fazer isso colocaria a vida de Dina em risco. Ramsey achou que isso acrescentou um elemento de ressentimento para Ellie, já que o último dia de Joel foi passado com Dina, e não com ela. Emparelhar Ellie com Jesse também permitiu foco na relação deles.
Mazin soube da morte de Joel durante o desenvolvimento de Part II, antes de começar a escrever a primeira temporada da série. Ele considerou ser a decisão narrativa correta e não quis removê-la da série, argumentando que sua brutalidade era uma consequência eficaz das ações de Joel.(3:26) Os roteiristas passaram muito tempo decidindo em qual episódio a morte de Joel deveria ocorrer e, após considerarem brevemente adiá-la por um episódio, decidiram não fazê-lo. Mazin achou apropriado colocá-la no segundo episódio após observar a relação tensa entre Joel e Ellie no episódio de estreia.(4:22) Neil Druckmann, cocriador da série e responsável pelos jogos, acreditava que a morte deveria ocorrer no início da temporada para espelhar o ponto em que a história realmente começa(41:40) e porque eles sentiram que adiá-la pareceria que estavam "enrolando". Mazin também considerou as implicações reais de adiar a morte de Joel, entendendo que os espectadores que jogaram o game ficariam constantemente cientes de que ela ainda não havia acontecido, e ele não queria parecer que os roteiristas estavam "brincando com todo mundo".
Mylod estava mais nervoso para filmar a morte de Joel do que qualquer cena de ação devido ao seu impacto e ao desejo de fazer justiça às performances do jogo.(20:17) Druckmann acreditava que retratar a brutalidade permitia aos espectadores entender a mentalidade dos personagens e suas decisões subsequentes, embora tenha sido reduzida em relação ao jogo por conta do realismo da adaptação em live-action. Mazin e Mylod discutiram longamente qual nível de violência retratar, acreditando ser necessário justificar as ações de Abby sem glorificá-las. A brutalidade inicialmente seria mais sutil, mas Mylod achou que evitar mostrar a morte de Joel parecia "evasivo" e como se estivessem "fugindo". Mazin considerou que mostrar os punhos de Abby atingindo o rosto de Joel "teria sido gratuito e meio filme de ação", não refletindo a verdadeira tristeza e condenabilidade da cena, enquanto Mylod "quis evitar tortura explícita". O rosto de Ellie é a última coisa que Joel vê, e seu esforço para se mover após o pedido dela para que se levantasse demonstrou que ele estava consciente de sua presença, em contraste com o jogo. O rastejar de Ellie até ele estava presente no primeiro rascunho do roteiro de Mazin, refletindo sua necessidade de estar com ele; Mylod chorou durante uma take. Algumas tomadas mostravam Manny cuspindo no corpo de Joel, como no jogo, mas isso foi cortado em favor de uma tomada melhor no geral.
Os roteiristas sentiram que a ausência de um personagem jogável inerente ao jogo permitiu à série mostrar os ataques a Jackson que não são retratados no game.(7:16) Druckmann apreciou a representação da escala dos infectados, que é apenas sugerida nos jogos e na primeira temporada, mas raramente mostrada.(24:50) A familiaridade dos roteiristas com a produção da série permitiu mais sequências de ação, que mantinham conexões com o desenvolvimento dos personagens.(25:46) Mazin sentiu que relacionamentos como o de Tommy e Maria aumentavam as apostas, fazendo com que não fosse "apenas uma luta".(29:30) Druckmann achou que a inclusão do cerco adicionou mais conflito contínuo para os personagens, já que estavam lidando com mais perdas além de Joel, e Mazin sentiu que a perda de estabilidade e segurança em Jackson era palpável; o uso do lança-chamas por Tommy contra o bloater é uma referência a uma arma dos jogos e refletiu o medo que Mazin sentiu ao jogar. A batalha originalmente incluía dois ou três bloaters, mas foi reduzida para um na pós-produção. A sequência com os infectados congelados foi expandida a partir da mesma cena do jogo, enquanto outras, como Abby sendo perseguida pela horda e salva por Joel, foram adaptadas de forma mais fiel.(32:24)

### Elenco e personagens
Pedro Pascal, intérprete de Joel, já sabia da morte de seu personagem quando aceitou o papel. Ele disse que se sentia normal durante as filmagens até que a maquiagem e os efeitos prostéticos sangrentos foram aplicados, o que "matou completamente o clima assim que alguém olhou para mim", por causa do luto. Mazin não se preocupou em perder a popularidade de Pascal com sua saída da série, dizendo que o mundo e a história são "as verdadeiras estrelas". Pascal criou laços com Kaitlyn Dever, que interpreta Abby; ele achou irônico o quão próximos se tornaram, considerando o conflito entre os personagens, mas sentiu que isso os aproximou.(2:31)
Ramsey sentiu náuseas e chorou ao ler o roteiro, a primeira vez que isso aconteceu com elus.(6:11) Elu preparou-se para a cena tratando-a como algo cotidiano, ouvindo repetidamente "Peanut Butter Jelly Time" do Buckwheat Boyz para neutralizar a escuridão e o cansaço emocional e continuou ouvindo até segundos antes de cada tomada. Elu relembrou que "simplesmente tudo veio à tona" durante a gravação, mas achou mais fácil atuar nessa cena do que em outras, pois "sabia exatamente o que aquela cena precisava ser". Mazin sentiu que o pedido de Ellie para Joel "levantar" refletia o sentimento da audiência.
Gabriel Luna, intérprete de Tommy, aguardava ansiosamente a sequência do ataque a Jackson desde que leu o roteiro, comparando-a à "Battle of the Bastards" de Game of Thrones.(0:51) Junto de Rutina Wesley, que interpreta Maria, ele passou por treinamentos com armas e cenas de ação, incluindo réplicas de armas do jogo, como o M1 Garand de Tommy. Luna aprendeu a manusear um lança-chamas; mais tarde, teve visões recorrentes de figuras em chamas correndo em sua direção, que ele suspeita terem sido causadas por trauma. Ele fez questão de ter seu amigo, o dublê Ty Provost, presente no set para ajudá-lo com as cenas de ação. Luna se incomodava com a incapacitação de Tommy durante a morte de Joel no jogo, e mais tarde ficou preocupado com sua ausência no episódio; sentiu-se aliviado quando Mazin lhe enviou uma longa mensagem detalhando os planos para a história de Tommy, incluindo a batalha em Jackson. Druckmann disse que o objetivo de Tommy muda: de proteger Jackson para salvar Maria, por quem ele se importa mais, junto com o filho. Wesley considerou que os dois personagens são "âncoras um para o outro". A figurinista Ann Foley se inspirou em um anúncio da Marlboro dos anos 1980 para o visual de Tommy, que Luna achou único em comparação aos jogos.
O corpo do pai de Abby foi mostrado intencionalmente no último episódio da primeira temporada, por sua relevância na segunda temporada, especialmente na sequência de sonho de Abby.(10:01) Dever quis que o luto e a perda da personagem estivessem refletidos em seus olhos; ela a considerou "uma pessoa muito quebrada". Mazin considerou Abby "insatisfeita" após a morte de Joel, sem realmente alcançar o que buscava e frustrando seus amigos no processo; ele sentiu que ela "não estava no controle de si mesma" durante a cena. Dever achou a morte de Joel "devastadora", como espectadora da primeira temporada. A cena foi a primeira que ela gravou na série; as filmagens ocorreram algumas semanas após a morte de sua mãe e três dias após o funeral. Embora Pascal e Isabela Merced estivessem comprometidos com outras gravações, o cronograma de produção foi reorganizado para atender às necessidades de Dever, que escolheu o dia para filmar a cena da morte de Joel, pedindo o mínimo de equipe no set. Ela não conseguiu se preparar da forma habitual, o que achou que beneficiou a personagem por parecer mais natural. Mazin escreveu um monólogo para Abby que não estava presente no jogo, motivado pela revelação antecipada das motivações da personagem na série em relação ao jogo. Mylod achou que Dever "dava tudo de si", mesmo em tomadas que não focavam Abby, o que ele chamou de "meu sonho como diretor".

### Música
O episódio termina com uma versão da canção "Through the Valley", de Shawn James, interpretada por Ashley Johnson, que deu voz e vida a Ellie nos jogos e interpretou a mãe de Ellie, Anna, na série. A versão de Johnson já havia sido usada no segundo jogo e em seu marketing; a que aparece no episódio é uma mistura de sua gravação original com uma nova versão, que adiciona uma interpretação mais suave do segundo verso para se adequar melhor às cenas.(29:25) As reproduções da música de Johnson aumentaram 1.005% no Spotify dos Estados Unidos após a exibição do episódio. Mazin sentiu que o uso da música refletia o amor de Anna por Ellie na cena em que Ellie lamenta a morte de Joel, essencialmente colocando ambos os pais de Ellie na sequência. Ele achou que algumas letras representavam os eventos do episódio — embora Jackson possa ter sido salvo, almas foram condenadas — e outras refletiam um desejo inatingível dos personagens:(38:40)
Eu caminho pelo vale da sombra da morte

E não temo o mal porque sou cego a tudo isso

E minha mente e minha arma me confortam

Porque sei que matarei meus inimigos quando eles vierem.
Os compositores Gustavo Santaolalla e David Fleming trabalham na trilha sonora da série, com Santaolalla focado nos momentos emocionais e Fleming nas cenas de ação. Eles queriam que a música do episódio refletisse a inevitabilidade dos eventos sem exagerá-los, construindo tensão gradualmente até a morte de Joel. Fleming abordou o ataque a Jackson utilizando banjos e violoncelos desafinados, técnica já usada em episódios anteriores, além de incorporar tambores maiores e instrumentos de metal (sopro). Ele dividiu a sequência em duas partes: a primeira focada na preparação militar da cidade e a segunda na natureza avassaladora da horda. Fleming queria que a cena da perseguição de Abby pelos infectados fosse dramática, mas sem ofuscar o ataque a Jackson; ele trabalhou de perto com Mazin, testando várias versões para garantir que a sequência se diferenciasse de outras cenas com infectados.
Fleming e Santaolalla compuseram a trilha de Abby para refletir sua raiva, dor e trauma de forma similar à de Ellie, evitando tratá-la como uma antagonista tradicional. Para a cena da morte de Joel, Santaolalla reutilizou vários temas para criar um "pico emocional", desviando para novas melodias com instrumentos estabelecidos como o ronroco, mantendo "a estética da música não só nos temas, mas na instrumentação e na crueza". A música da cena passou por diversas mudanças, sendo originalmente mais ativa e contínua; Mazin buscava mais silêncio, criando momentos pontuais mais impactantes para gerar choque e aproximar os espectadores dos personagens, como em um jogo, em vez de uma visualização passiva. Eles optaram por usar uma das faixas de Santaolalla quando Abby fala sobre a morte do pai, por considerá-la eficaz.

### Filmagens
O episódio foi filmado ao longo de um mês e meio, com início em fevereiro de 2024. A morte de Joel foi filmada em 7 de março, em Kamloops, Colúmbia Britânica. Pascal chegou com atraso ao set após seu voo ser redirecionado devido ao mau tempo. A cena foi programada para a primeira semana de produção, o que aumentou a pressão sobre a diretora de fotografia Catherine Goldschmidt. Mazin e Mylod passaram horas definindo a posição de cada personagem, e Mylod e Goldschmidt optaram por focar nos rostos dos amigos de Abby em vez da violência explícita. O choro da personagem Mel foi improvisado pela atriz Ariela Barer. As cenas no chalé de esqui foram filmadas ao longo de quatro dias; dos dois dias focados na morte de Joel, um foi dedicado principalmente às cenas de Ellie. Mazin considerou a prótese da morte de Joel a mais importante da temporada. Pascal foi escaneado em 3D para que o designer de próteses Barrie Gower pudesse trabalhar com suas medidas, especialmente porque o olho esquerdo do ator estaria fechado.(7:45) Goldschmidt filmou uma grua com Ellie e o corpo de Joel para mostrar o espaço completo do quarto e transmitir a sensação de isolamento e vazio no momento íntimo entre os personagens.(7:29) Embora o restante da cena tenha sido enquadrado com foco nos atores, Mylod quis que o plano final rompesse com "essa gramática de câmera para algo mais definitivo, julgador e, com sorte, comovente".
As cenas em torno de Jackson foram filmadas em Mission, Fort Langley e Langley. A cidade foi construída em um estacionamento em Vancouver, medindo 292 500 pés quadrados (27 000 m2), com 45 prédios parcialmente construídos. Para demonstrar o crescimento do local, os materiais usados na versão de Jackson da primeira temporada não foram reutilizados. A sequência de ação foi filmada ao longo de quase quatro semanas; Mylod e Goldschmidt criaram storyboards no set antes de a equipe de design de produção, liderada por Don Macauley, adicionar os elementos necessários para facilitar a produção, como proteção contra fogo em edifícios e passarelas elevadas para o elenco e equipe. Macauley ilustrou cada parte da batalha no set para orientar a equipe de produção. As produtoras executivas Jacqueline Lesko e Cecil O'Connor lideraram as equipes responsáveis pelas cenas de ação, que contaram com dezenas de dublês e cerca de 100 figurantes com próteses; os dublês participaram de um campo de treinamento para se familiarizar com os papéis. Gower conversou com Mazin e Druckmann sobre modificar a aparência de alguns infectados para refletir o clima frio, fazendo-os parecer congelados.(4:42) A equipe de próteses trabalhou em cerca de 20 a 30 performers por dia para tomadas próximas, focando nos que apareciam na câmera.(6:45)
O dublê do bloater, Glenn Ennis, precisou usar coletes refrigerados e uma tenda climatizada antes de ser atingido por um lança-chamas, sequência que realizou de 12 a 14 vezes; Mylod achou que eles "quase causaram uma hipotermia" no ator. Diversas cenas adicionais, incluindo mais explosões de infectados, foram filmadas mas cortadas do episódio final. A produção mudou-se para Alberta por dezesseis dias a partir de 18 de março, incluindo filmagens em Exshaw e no Fortress Mountain Resort. O clima afetou a produção, com filmagens ocorrendo durante uma nevasca em Fortress Mountain,(1:00) e em Whistler, na cena em que Abby é perseguida por infectados;(4:11) a produção desta última excluiu membros da equipe técnica (incluindo o departamento de som) para evitar o risco de uma avalanche.(4:36) A cena em que Abby é esmagada por infectados foi filmada usando uma Ronin 4D montada em uma grua de câmera no chão, em vez da câmera usual da série, a Alexa 35. Mazin e Macauley conceberam o confronto no beco entre Tommy e o bloater após a produção principal. Ele foi filmado quatro meses depois em um set construído em abril em uma propriedade privada em Minaty Bay, Britannia Beach; as filmagens ocorreram em cinco dias — 5, 7, 12, 13 de junho e 2 de julho — com o uso de fumaça e pirotecnia com chamas.

### Pós-produção
Mylod e o primeiro assistente de direção Dan Miller trabalharam com o supervisor de efeitos visuais Alex Wang na criação de previsualização para toda a sequência de ação. Mylod sentiu que suas experiências dirigindo Game of Thrones o prepararam para a produção física e os efeitos visuais. Onze equipes de efeitos visuais trabalharam no episódio, incluindo a DNEG, Important Looking Pirates e Wētā FX; a Wētā FX foi responsável pelos infectados,(26:00) aumentando significativamente seu número,(6:07) enquanto a Important Looking Pirates trabalhou na sequência com o bloater.(24:20) O episódio contou com mais de 600 tomadas com efeitos visuais — quase 200 a mais que o quinto episódio da temporada anterior, Endure and Survive. Enquanto o bloater nesse episódio foi inicialmente feito com efeitos práticos antes de ser substituído por imagens geradas por computador (CGI), Wang e sua equipe criaram o bloater de "Through the Valley" primeiro com CGI para melhor entender seu design. Eles alteraram seu visual — especialmente o formato da cabeça, os brotos de micélio e as cores azul e roxa para refletir o ambiente gélido — e o tornaram maior e mais imponente. Seus movimentos foram inspirados em animais como jacarés, que geralmente se movem lentamente, mas ganham velocidade ao atacar. Wang usou a jogabilidade de Part II como guia para animar o bloater em chamas. Diversas animações foram testadas; Wang queria que o público visse as chamas atravessarem suas camadas para tornar sua morte crível.
Timothy A. Good foi o editor de "Through the Valley". Ele começou a trabalhar no episódio no final de fevereiro de 2024 e a mixagem final foi concluída mais de um ano depois.(30:22) Ele recebeu mais material de filmagem que o usual: 24 dias de produção principal (três horas por dia) e mais de 30 dias de segunda unidade, totalizando cerca de 50 dias.(20:18) Versões iniciais alternavam entre a batalha em Jackson e as cenas no chalé, mas Good sentiu que o público se importava mais com o drama centrado nos personagens, o que levou a batalha a ser movida para o início do episódio. Good considerou a morte de Joel a cena mais desafiadora de editar, especialmente devido à pressão de sua importância e ao impacto emocional para os espectadores. Para entender melhor quais elementos eram mais relevantes, ele refez a edição da cena cinco vezes antes de apresentá-la,(5:11) quando Mylod e Mazin forneceram orientações adicionais, como a recomendação de Mazin para adicionar mais violência da perspectiva de Ellie e inserir uma pausa antes da reação dela à morte de Joel.(10:23) A série normalmente evita mostrar violência explícita, como na versão original de Good, que omitia a morte de Joel, mas Mazin achou que seria mais chocante mostrá-la. A aproximação de Ellie ao chalé foi editada com cortes rápidos para manter o ritmo da cena, mas longos o suficiente para transmitir sua perspectiva.
Mylod filmou os atores de várias maneiras diferentes, o que levou Good a escolher as versões mais eficazes; ele mesclou várias para demonstrar a mudança de emoções de Ellie ao longo da cena, de autoritária a silenciosa e, depois, furiosa.(6:47) Mylod filmou cenas inteiras de diferentes perspectivas, como a morte de Joel do ponto de vista de um dos membros do grupo de Abby, o que forneceu mais material para Good cortar(22:20) e permitiu construir novos momentos na história, como Owen instruindo Manny a deixar Ellie viver.(13:07) O áudio de Joel dizendo a Abby para "acabar logo com isso" foi retirado de uma tomada diferente da que aparece no episódio. Em uma mudança no processo usual, Good editou as cenas finais para se adequarem à música, o que o forçou a encurtar a cena entre Tommy e Maria; ele a limitou ao elemento mais importante: mostrar Maria confortando um Tommy devastado.(27:35) Good solicitou a adição do som do corpo de Joel sendo arrastado pela neve para que os espectadores sentissem sua presença.(31:07)

## Recepção

### Transmissão e audiência
O episódio foi exibido pela HBO em 20 de abril de 2025. Na televisão linear, teve 643 mil espectadores, com uma participação de 0,16 no share de audiência.

### Resposta da crítica
"Through the Valley" possui uma taxa de aprovação de 96% no agregador de críticas Rotten Tomatoes, baseada em 29 avaliações, com nota média de 9 de 10. Michael Walsh, do Nerdist, chamou-o de "televisão em sua melhor forma absoluta, em todos os aspectos". Nathan Ingraham, do Engadget, considerou a representação simultânea da batalha em Jackson e da morte de Joel "um testemunho aos roteiristas, diretores e elenco", embora Simon Cardy, da IGN, tenha sentido que eram "duas histórias que não se dão espaço suficiente para respirar".
Críticos elogiaram a atuação de Ramsey por retratar luto e fúria, especialmente nos gritos de Ellie durante a morte de Joel; Kimberly Roots, da TVLine, nomeou Ramsey como Intérprete da Semana e destacou sua habilidade de comunicar "o desespero de Ellie ao perceber que não há mais tempo para consertar as coisas" com Joel. Caroline Siede, do The A.V. Club, considerou que Ramsey capturou de forma eficaz tanto a maturidade quanto a inocência infantil de Ellie. A performance de Dever foi elogiada por sua intensidade e ferocidade, o que muitos sentiram compensar a menor semelhança física com a Abby dos jogos; Chris Bennion, do The Telegraph, chamou sua atuação de "arrasadora", tornando as ações de Abby mais críveis, e Alex Welch, do TheWrap, disse que ela "não deixa dúvidas de que foi a atriz certa para o papel". Cardy, da IGN, descreveu a atuação de Pascal como "perfeita", citando "a aceitação em seus olhos" ao morrer; Walsh, do Nerdist, achou memorável seu último olhar para Ellie, e também elogiou a emoção contida de Luna.
Siede, do A.V. Club, comparou o roteiro a uma tragédia grega, dizendo que suas conveniências narrativas são "propositadamente devastadoras em vez de estruturalmente preguiçosas". Zosha Millman, do Polygon, apreciou o fato de Abby, inadvertidamente, libertar a horda sobre Jackson, revelando as implicações sociais mais amplas de sua busca por vingança. Diversos críticos elogiaram a cena da morte de Joel por equilibrar a dor e brutalidade de Abby; Ingraham, do Engadget, elogiou a justaposição com o ataque a Jackson por adicionar camadas de luto, enquanto Tracy Brown, do Los Angeles Times, achou pouco sutil que Jackson "é destruída por monstros infectados enquanto Joel ... é morto por monstros humanos". Cardy, da IGN, sentiu que a ação ofuscou a morte de Joel e desviou o foco com personagens desconhecidos. Kenneth Shepard, do Kotaku, criticou o ritmo e achou o subtexto exageradamente explícito ao remover a ambiguidade de Abby e mostrar Ellie abraçando o corpo de Joel. Shirley Li, do The Atlantic, considerou que o monólogo de Abby remove o choque de sua decisão e que o ataque "implacável" a Jackson foi adicionado como compensação, fazendo com que a série "se tornasse mais circular e sufocante em sua narrativa". Muitos críticos compararam o choque da morte de Joel ao de Ned Stark ou ao Casamento Vermelho de Game of Thrones.
A direção de Mylod e a cinematografia de Goldschmidt foram elogiadas pelo foco nos personagens, particularmente nas sequências de ação e na morte de Joel. Diversos críticos destacaram a perseguição de Abby pelos infectados, achando a cinematografia aterrorizante em sua claustrofobia; Cardy, da IGN, achou que a sequência demonstrou a "ferocidade implacável" dos infectados e Shepard, do Kotaku, disse que o momento o lembrou do jogo. Siede, do A.V. Club, descreveu o plano de grua de Ellie abraçando Joel como "lindo e devastador", e Ben Travers, do IndieWire, achou que o plano final refletia a visão de Ellie de um futuro limitado pelo foco no passado. Vários críticos consideraram a sequência de ação a mais épica e intensa da série, comparando-a positivamente a Game of Thrones e à Batalha do Abismo de Helm em The Lord of the Rings: The Two Towers. James Jackson, do The Times, comparou-a à abertura de Saving Private Ryan, e John Nugent, da Empire, chamou-a de "televisão cinematográfica de escala grandiosa e excepcional". O A.V. Club ficou impressionado com como as cenas fizeram o público se importar mais com Tommy e Maria, e Keith Phipps, do Vulture, achou que as cenas de preparação tornaram a ação mais eficaz. Por outro lado, Cardy, da IGN, considerou a sequência, embora belamente filmada, uma correção excessiva à escassez de ação da primeira temporada, e Alan Sepinwall, da Rolling Stone, achou-a "empolgante", mas "menos envolvente do que deveria ser" por envolver personagens pouco familiares.